# Yu Zhengsheng
Yu Zhengsheng (ur. 1945) – chiński polityk komunistyczny, zaliczany do „piątej generacji” przywódców Komunistycznej Partii Chin (KPCh).

## Życiorys
Pochodzi z Shaoxing w prowincji Zhejiang. Wstąpił do KPCh w 1964 roku. Ukończył studia z zakresu inżynierii wojskowej na uniwersytecie w Harbinie. Przez wiele lat pracował w przemyśle maszynowym i elektrycznym.
W latach 1987−1989 pełnił funkcję burmistrza Yantai, a następnie w latach 1989−1994 był burmistrzem Qingdao. Od 1992 do 1997 roku zasiadał w Stałym Komitecie Komitetu Prowincjonalnego KPCh w prowincji Shandong. W latach 1997−1998 zajmował stanowisko wiceministra budownictwa, a do 2001 roku był ministrem tego resortu.
W 2002 roku wszedł w skład Komitetu Centralnego KPCh. W latach 2002−2007 był sekretarzem Komitetu Prowincjonalnego KPCh w prowincji Hubei, a od 2007 roku sekretarzem Komitetu Miejskiego KPCh w Szanghaju. W listopadzie 2012 roku został jednym z siedmiu członków Stałego Komitetu Biura Politycznego KPCh.
11 marca 2013 roku został wybrany przewodniczącym Ludowej Politycznej Konferencji Konsultatywnej Chin, którą kierował do 14 marca 2018 roku. Jego następcą został Wang Yang.
Był bliskim przyjacielem i współpracownikiem Deng Xiaopinga oraz jego rodziny. Pochodzi z rodziny od dziesięcioleci związanej z elitami władzy w Chinach: brat jego dziadka, Yu Dawei, był ministrem obrony za rządów Czang Kaj-szeka, a ojciec, Yu Qiwei, był przez pewien czas mężem Jiang Qing, późniejszej żony Mao Zedonga. Starszy brat Yu Zhengshenga, Yu Qiangsheng, był pracownikiem chińskiego wywiadu; w 1985 roku zbiegł do Stanów Zjednoczonych.